# Schlagzeugmikrofonierung
Unter Schlagzeugmikrofonierung versteht man ein Verfahren in der Tontechnik, welches es möglich macht, ein Schlagzeug oder einzelne Teile desselben zu verstärken oder aufzunehmen. Hierfür werden spezielle Mikrofone verwendet, welche jeweils für die Tonabnahme einer Trommel oder eines Beckens ausgelegt sind. Bei der Auswahl der Mikrofone gibt es je nach Anwendungsbereich Unterschiede: Im Live-Bereich werden andere (und meistens weniger) Mikrofone eingesetzt als für Studio-Aufnahmen.

## Allgemeines
Die Komplexität der Schlagzeugmikrofonierung zeigt sich insbesondere bei sogenannten Overheads. Hierbei handelt es sich um Kleinmembrankondensatormikrofone, die für die Abnahme der Becken (also Hi-Hat, Crashbecken, Ridebecken etc.) verwendet werden. Diese speziellen Raummikrofone nehmen neben den Becken ebenfalls das komplette Schlagzeug auf. In der professionellen Tontechnik existieren für das Aufstellen und die Auswahl der Mikrofone spezielle Konzepte.

## Mikrofonarten
Welche Mikrofone verwendet werden, hängt stark von der Musikrichtung und den Vorstellungen des Schlagzeugers oder Tontechnikers ab, wie das Schlagzeug später in der Aufnahme klingen soll. Im Jazz werden zum Beispiel weniger Mikrofone verwendet als in Pop- und Rockproduktionen. Die einzelnen Instrumente des Schlagzeugs und die „klassischen“ Mikrofone zu ihrer Abnahme sind
- Snaredrum: dynamisches Mikrofon
- Tomtoms: je ein dynamisches Mikrofon
- Standtom: dynamisches Mikrofon
- Becken: Kleinmembran-Kondensatormikrofone, manchmal Großmembran-Kondensatormikrofone
- Bassdrum: Großmembran- bzw. Grenzflächenmikrofon

Für die Overheads (Kondensatormikrofone) wird Phantomspeisung benötigt, um die in ihnen befindliche Technik zu betreiben. Der Schlagzeuger kann zwischen einem einzelnen Overhead (Monosignal) und einem „Stereopaar“, also zwei Mikrofonen desselben Herstellers (Stereosignal) wählen. Diese Mikrofone werden in verschiedenen Positionen auf einem Mikrofonständer montiert. Die gängigsten Verfahren sind:
- das AB-Verfahren, bei dem zwei Kleinmembranmikrofone auf einer Stereoschiene parallel zueinander aufgebaut werden
- das ORTF-Verfahren, bei dem die Mikrofone jeweils um 55 Grad von der Mittelachse weggedreht sind und die Mikrofonkapseln einen Abstand von exakt 17 Zentimetern haben
- das XY-Verfahren, bei welchem die Vorderseiten der Mikrofone über Kreuz auf einer Stereoschiene montiert werden.

Je nach Musikstil und teilweise persönlichem Geschmack wird der Tontechniker oder Schlagzeuger eines der oben genannten Verfahren wählen und aufbauen. Alle anderen Mikrofone sind in der Regel dynamische Mikrofone. Sie benötigen normale Verstärker (Mischpult), um das Eingangssignal zu verstärken, die Phantomspeisung entfällt bei dynamischen Mikrofonen. Für die Aufstellung dieser Stützmikrofone gibt es keine allgemeinen Richtlinien wie bei den Overheads. Der Tontechniker wird in der jeweiligen Situation entscheiden, welche Mikrofonposition die Richtige ist. Die Overheads werden ebenfalls über das Mischpult mit Strom versorgt, wobei hier die Phantomspeisung zugeschaltet wird. Im Tonstudio werden die Signale anschließend bearbeitet und zusammen mit den anderen Instrumenten für den Tonträger fertiggestellt.

## Soundcheck im professionellen Bereich
Der Soundcheck ist eine wichtige Kontrolle nach dem Mikrofonieren des Schlagzeugs. Hier wird die richtige Auf- bzw. Abnahme des Schlagzeugs durch die Position der Mikrofone kritisch überprüft. Außerdem werden alle erforderlichen Einstellungen am Mischpult vorgenommen. Während der Schlagzeuger an dem mikrofonierten Set spielt, kann der Tontechniker alle wichtigen Einstellungen am Mischpult vornehmen, die für eine gute Wiedergabe des Schlagzeugs auf der PA (Verstärkeranlage) wichtig sind. Gleiches gilt im Studiobereich bei der Aufnahme. Hier wird aus Gründen einer besonders guten Klangqualität (im Sinne des Aufnehmens von klanglichen Feinheiten) während und nach der Aufnahme meist mehr ausprobiert als im Livebereich.
Für den Bühnenbetrieb haben viele Tontechniker einige mehr oder weniger feste Konzepte, die sie für die Mikrofonierung des Schlagzeugs verwenden, da live meist die Zeit für aufwendige Experimente bezüglich der Methode der Mikrofonierung fehlt. Dasselbe gilt für Schlagzeuger, was das Aufstellen des Schlagzeugs betrifft. Vor einem Auftritt ist die vorherige Absprache zwischen Tontechniker und Schlagzeuger, aber auch der anderen Bandmitglieder besonders wichtig. Der Schlagzeuger hat vor dem Soundcheck (und auch währenddessen) insofern eine hohe Verantwortung, als dass er für die Klangqualität seines Schlagzeugs verantwortlich ist. Dieser wird er dadurch gerecht, dass er die einzelnen Trommeln seines Sets klanglich aufeinander abstimmt und (in der Regel) auf einen vollen und bei Bedarf durchsetzungsstarken Klang seines Schlagzeugs achtet. Beim Stimmen des Schlagzeugs sollte er besonders kritisch sein.
Beim eigentlichen Soundcheck vor Aufnahmen oder einem Auftritt sollte der Schlagzeuger möglichst dynamisch spielen (also teilweise besonders leise, aber speziell wenn laute Songs gespielt werden, durchaus auch in der Lautstärke für lautere Stücke).

## Anwendung im privaten Bereich
Viele Hobbyschlagzeuger nehmen ihr Set zuhause auf, um es der Band oder Freunden vorzuspielen. Hier werden meist etwas billigere Mikrofone eingesetzt, welche technisch ähnliche Eigenschaften wie die professionellen Mikrofone haben. Da Hobbyschlagzeuger oft nicht das nötige Geld für teure Mischpulte aufwenden können, wird für das sogenannte Home-Recording meist ein Audiointerface mit einem oder mehreren Eingängen und einer optionalen Phantomspeisung verwendet. Audiointerfaces verstärken und verarbeiten die Audiosignale und senden sie meist über USB oder Firewire an einen Aufnahmecomputer.